# Gallifa
Gallifa ist eine kleine Gemeinde im Bezirk Vallès Occidental. 2024 hatte die Gemeinde 172 Einwohner.

## Geografie
Die Gemeinde wird im Norden durch den Berg La Mola (Gallifa) und im Süden durch einen Burghügel begrenzt. Sie liegt in einem natürlichen Tal am Fluss Besòs. Gallifa grenzt im Norden an Granera, Castellterçol und Sant Quirze Safaja, im Westen an Sant Llorenç Savall, im Süden an Caldes de Montbui und im Osten an Sant Feliu de Codines.

## Geschichte
Die Ortschaft hat eine mehr als tausendjährige Geschichte. Davon zeugen 4 romanische Kapellen, die noch immer existieren. Sant Pere, Sant Feliu und Santa Maria del Castell, wie auch die Reste der mittelalterlichen Burg auf dem Berg Farell.